# Eupelmus asthenes
Eupelmus asthenes är en stekelart som beskrevs av Perkins 1910. Eupelmus asthenes ingår i släktet Eupelmus och familjen hoppglanssteklar. Inga underarter finns listade i Catalogue of Life.